# Keeth Smart
Keeth Smart (n. 29 iulie 1978, New York City, New York, SUA) este un fost scrimer american specializat pe sabie, laureat cu argint pe echipe la Jocurile Olimpice de vară din 2008 de la Beijing.

## Carieră
S-a apucat de scrimă împreună cu sora sa mai mică, Erinn, sub îndrumarea lui Peter Westbrook. Datorită talentului său a obținut o bursă la Universitatea St. John din New York. Sub conducerea lui Iuri Ghelman, a fost campion universitar (NCAA) în 1997 și 1999. 
A participat la Jocurile Olimpice de vară din 2000 de la Sydney, fiind eliminat în tabloul de 32 de francezul Damien Touya. S-a răzbunat la ediția din 2004 de la Atena, unde l-a învins pe Touya în turul întâi, dar a pierdut cu italianul Aldo Montano, care a câștigat titlul olimpic în cele din urmă. La proba pe echipe Statele Unite au creat surpriză, eliminând Ungaria în sferturile de finală. În semifinala cu Franța Smart a închis meciul în fața lui Damien Touya. La scorul de 44-44, sabia lui Smart a perforat mâna lui Touya. După o pauză medicală, Touya s-a întors pe planșă cu un bandaj pe mâna, și a câștigat meciul. În finala mică cu Rusia, Smart s-a aflat din nou la 44–44 în ultimul releu, de data asta în față lui Stanislav Pozdniakov. Acesta a dat tușa decisivă și Statele Unite s-au întors fără medalie. 
Smart a fost atât de dezamăgit, încât și-a oprit activitatea sportivă timp de un an. Părinții au murit succesiv și a fost diagnosticat cu o boală de sânge, purpura trombocitopenică imună, care i-a pus viața în pericol. La Jocurile Olimpice din 2008 de la Beijing a atins sferturile de finală în proba individuală, dar a fost învins de francezul Julien Pillet. La proba pe echipe Statele Unite, aflate pe locul 7 clasamentului FIE, au creat din nou surpriză, trecând la limită de numărul 2, Ungaria, după ce Smart l-a învins pe Zsolt Nemcsik cu scorul 9–4 în ultimul releu. În mod similar, Statele Unite au dispus la limită de numărul 3, Rusia, după ce Smart l-a depășit pe Stanislav Pozdniakov cu scorul 10–4 în ultimul releu. În finala echipa Statelor Unite a pierdut cu Franța și s-a mulțumit cu argintul.
S-a retras din activitate competițională după Jocurile de la Beijing pentru a urma un MBA la Universitatea Columbia.

## Legături externe
- en  Prezentare Arhivat în 5 august 2016, la Wayback Machine. la US Fencing
- en Keeth Smart la Olympedia.org